# ЈП „Електрокосмет“ Приштина
Електропривреда Србије Јавно предузеће за дистрибуцију електричне енергије „Електрокосмет” Приштина је српско државно предузеће оператора преносног система за електричну енергију са седиштем у Приштини на Косову и Метохији. Специјализовано је за пренос електричне енергије.

## Историја
ЈП „Електрокосмет” је основала Електропривреда Србије (ЕПС) 27. децембра 1989. године. Седиште предузећа се налази у Административној кули „Електрокосово” или згради познатијој по надимку Лепа Брена, али је након јуна 1999. године привремено премештено из Приштине.
Након рата на Косову и Метохији и НАТО агресије на Југославију 1999. године, на Косову и Метохији је 1. јула 1999. успостављена УНМИК-ова администрација, а Електропривреда Србије је изгубила приступ локалним рудницима угља и електранама, укључујући електране Косово А и Косово Б , које су биле у надлежности Електрокосмета.
Од тада је Електропривреда Србије политичком одлуком наставила да исплаћује зараду свим предузећима ЕПС-а са седиштем на Косову и Метохији, укључујући и запослене у Електрокосмету (друге две компаније ЕПС-а са седиштем на Косову и Метохији су ЕПС ЈП Површински копови „Косово” Обилић и ЕПС ТЕ „Косово“ Обилић). Међутим, сви ови запослени не раде у косовским термоелектранама, већ су само повремено и индиректно запослени у ЕПС-у широм остатка Србије. Повратак на радна места на Косову и Метохији им је онемогућен, а тиме су прекршена и основна права на рад. 2009. године било је укупно око 7.000 запослених у предузећима ЕПС-а на Косову и Метохији, а плате запослених су зависиле од тога да ли су радно ангажовани. Они који нису били радно ангажовани примали су 60% од просечног личног дохотка. Радници ЕПС-а са Косова и Метохије, њих 6755 су крајем марта месеца 2010. године, поднели тужбу Саветодавној комисији за људска права при УНМИК-у којом је затражен повратак радника на радна места. Јуна месеца 2017. број запослених у ЕПС-у на Косову и Метохији је био смањен и износио је 4.539 запослених. Августа месеца 2022. године број запослених у ЕПС-у на Косову и Метохији је био смањен и износио је око 3.300 запослених.
Акционарско друштво „Електропривреда Србије” основало је друштво „Електросевер” д.о.о. Северна Митровица у складу са споразумима из области енергетике, постигнутим током преговарачког процеса Београда и Приштине који се води уз посредовање Европске Уније. Ово је четврта ћерка фирма ЕПС-а на Косову и Метохији. Основни мотив за оснивање, поред имплементације споразума постигнутих у Дијалогу, јесте и обезбеђење сигурног и континуираног снабдевања електричном енергијом становништва у општинама Северна Митровица, Звечан, Лепосавић и Зубин Поток. Самопроглашени органи власти из Приштине су 24. јуна 2022. године одобрили постојање новооснованог друштва  „Електросевер” и тиме су се створили услови за дефакто функционисање овог друштва на Косову и Метохији. Оснивањем „Електросевер” д.о.о. Северна Митровица је предвиђена је ликвидација ЈП „Електрокосмет“, али до ликвидације овог предузећа није дошло.

## Делатност и активност
Поред основне делатности,оснивачким актом су утврђене и следеће делатности:
- Производња електричне енергије у малим хидроелектранама
- Пројектовање, изградња, реконструкција и одржавање електроенергетских објеката, постројења и мрежа свих напона и јавне расвете
- Баждарење,сервисирање и уградња бројила и других мерних инструмената
- Електронска обрада података
- Превоз робе у друмском саобраћају за потребе обављања делатности ЈП
- Дистрибуција електричне енергије и одржавање електроенергетских објеката на северу Косова и Метохије.[2]